# Championnat de Taipei chinois de rugby à XV
Ne doit pas être confondu avec Taiwan Rugby League.
Le championnat de Taipei chinois de rugby à XV, officiellement le championnat national de rugby, est une compétition annuelle mettant en prise les meilleures équipes de rugby à XV de Taïwan dans certaines catégories.

## Compétitions
En l'absence d'un nombre important de clubs seniors jusqu'en 2022, les compétitions nationales sont peu structurées. Des compétitions, principalement déclinées en plusieurs catégories scolaires, ont lieu historiquement sous le nom de championnat national de rugby à XV (en chinois traditionnel : 全國橄欖球錦標賽 ; pinyin : quánguó gǎnlǎnqiú jǐnbiāosài ; litt. « championnat national de rugby »).
Le 18 juillet 2022, la Fédération annonce le lancement d'une ligue corporative au statut semi-professionnel à compter de l'automne, sous le nom de Taiwan Rugby League (en chinois traditionnel : 臺橄聯 ; pinyin : Tái gǎn lián, l'abréviation de 臺灣橄欖球聯賽),,.

## Format
Si le nombre de catégories et leur nature évolue avec l'histoire, trois d'entre subsistent le plus fréquemment :
- 社會組 (en chinois traditionnel ; pinyin : shèhuì zǔ ; litt. « groupe social ») ;
- 高中組 (en chinois traditionnel ; pinyin : gāozhōng zǔ ; litt. « lycée »), type senior high school.
- 國中組 (en chinois traditionnel ; pinyin : guózhōng zǔ ; litt. « école intermédiaire »), type junior high school ;

## Histoire
La 74e édition est reportée à plusieurs reprises en raison de la pandémie de Covid-19 à Taïwan,, avant d'être finalement disputée au mois de juillet. Les deux éditions suivantes sont également touchées, conduisant à l'annulation de la 76e.

## Palmarès
| Édition | Date de la finale | Vainqueur (社會組)   | Vainqueur (高中組) | Vainqueur (國中組)         |
| ------- | ----------------- | -------------------- | ------------------ | -------------------------- |
| 1re     | novembre 1946     | 台灣大學             | 建國中學 (en)      | pas de championnat disputé |
| 2e      | février 1948      | 台灣大學             | 建國中學 (en)      | pas de championnat disputé |
| 3e      | mars 1949         | 台灣大學             | 建國中學 (en)      | pas de championnat disputé |
| 4e      | janvier 1950      | 水牛隊               | 建國中學 (en)      | pas de championnat disputé |
| 5e      | janvier 1951      | 大同OB               | 建國中學 (en)      | pas de championnat disputé |
| 6e      | décembre 1951     | 淡江英專             | 建國中學 (en)      | pas de championnat disputé |
| 7e      | mars 1953         | 台灣大學             | 建國中學 (en)      | pas de championnat disputé |
| 8e      | mars 1954         | 台灣大學             | 建國中學 (en)      | pas de championnat disputé |
| 9e      | mars 1955         | 淡江英專             | 建國中學 (en)      | pas de championnat disputé |
| 10e     | mars 1956         | 台灣大學             | 建國中學 (en)      | pas de championnat disputé |
| 11e     | mars 1957         | 台灣大學             | 建國中學 (en)      | 基隆中學                   |
| 12e     | avril 1958        | 台灣大學             | 建國中學 (en)      | 基隆中學                   |
| 13e     | mars 1959         | 台南市               | 建國中學 (en)      | 新竹二中                   |
| 14e     | janvier 1960      | 虎風隊               | 建國中學 (en)      | 基隆中學                   |
| 15e     | janvier 1961      | 大同OB               | 建國中學 (en)      | 基隆中學                   |
| 16e     | janvier 1962      | 台南市               | 建國中學 (en)      | 基隆中學                   |
| 17e     | janvier 1963      | 大同OB               | 建國中學 (en)      | 長榮中學                   |
| 18e     | janvier 1964      | 台南市               | 建國中學 (en)      | 長榮中學                   |
| 19e     | mars 1965         | 台灣煉鐵             | 建國中學 (en)      | 六信商職                   |
| 20e     | février 1966      | 干城隊               | 長榮中學 (zh)      | 南市延中                   |
| 21e     | janvier 1967      | 忠誠隊               | 建國中學 (en)      | 南市延中                   |
| 22e     | janvier 1968      | 忠誠隊               | 建國中學 (en)      | 建國中學 (en)              |
| 23e     | janvier 1969      | 忠誠                 | 六信商職 (zh)      | 南市延中                   |
| 24e     | janvier 1970      | 竹虎隊               | 六信商職 (zh)      | 南市延中                   |
| 25e     | décembre 1970     | 忠誠隊               | 六信商職 (zh)      | 民生國中 « A »             |
| 26e     | décembre 1971     | 忠誠隊               | 六信商職 (zh)      | 民生國中                   |
| 27e     | décembre 1972     | 忠誠隊               | 六信商職 (zh)      | 善化國中                   |
| 28e     | novembre 1973     | 忠誠隊               | 六信商職 (zh)      | 善化國中                   |
| 29e     | décembre 1974     | 忠誠A                | 六信商職 (zh)      | 民德國中白                 |
| 30e     | décembre 1975     | 忠誠隊               | 六信商職 (zh)      | 民德國中                   |
| 31e     | décembre 1976     | 忠誠                 | 淡江中學 (zh)      | 安順國中                   |
| 32e     | décembre 1977     | 忠誠                 | 西湖商工           | 復興國中                   |
| 33e     | février 1979      | 忠誠                 | 長榮中學 (zh)      | 安順國中                   |
| 34e     | décembre 1979     | 忠誠                 | 六信商職 (zh)      | 民德國中                   |
| 35e     | janvier 1981      | 忠誠                 | 長榮中學 (zh)      | 中正國中                   |
| 36e     | janvier 1982      | 忠誠                 | 淡江中學 (zh)      | 民德國中                   |
| 37e     | janvier 1983      | 忠誠                 | 淡江中學 (zh)      | 安南國中                   |
| 38e     | décembre 1983     | 陸光                 | 六信商職 (zh)      | 培英國中                   |
| 39e     | décembre 1984     | 陸光                 | 二信中學 (zh)      | 大同國中                   |
| 40e     | janvier 1986      | 陸光                 | 淡江中學 (zh)      | 仁愛國中                   |
| 41e     | mars 1987         | 巨人                 | 二信中學 (zh)      | 新興國中                   |
| 42e     | mars 1988         | 陸光                 | 六信商職 (zh)      | 民德國中                   |
| 43e     | mars 1989         | pas de titre décerné | 六信商職 (zh)      | 石門國中                   |
| 44e     | mars 1990         | 陸光                 | 淡江中學 (zh)      | 大竹國中                   |
| 45e     | mars 1991         | 巨人                 | 六信商職 (zh)      | 延和國中                   |
| 46e     | mars 1992         | 崑山工專             | 六信商職 (zh)      | 北縣中山國中               |
| 47e     | mars 1993         | 建中OB               | 六信商職 (zh)      | 彌陀國中                   |
| 48e     | février 1994      | 巨人                 | 六信商職 (zh)      | 彌陀國中                   |
| 49e     | mars 1995         | 陸光                 | 建國中學 (en)      | 彌陀國中                   |
| 50e     | mars 1996         | 陸光                 | 六信商職 (zh)      | 八斗國中                   |
| 51e     | mars 1997         | 北體                 | 建國中學 (en)      | 八斗國中                   |
| 52e     | mars 1998         | 順益                 | 建國中學 (en)      | 六龜國中                   |
| 53e     | février 1999      | 陸光                 | 六信商職 (zh)      | 六龜國中                   |
| 54e     | mars 2000         | 六信黑               | 華德工家 (zh)      | 八斗國中                   |
| 55e     | mars 2001         | 北體藍               | 華德工家 (zh)      | 彌陀國中                   |
| 56e     | avril 2002        | pas de titre décerné | 世界工家 (zh)      | 民德國中                   |
| 57e     | février 2003      | 國訓                 | 建國中學 (en)      | 正德國中                   |
| 58e     | février 2004      | 國訓                 | 建國中學 (en)      | 六龜中學                   |
| 59e     | janvier 2005      | 國訓                 | 建國中學 (en)      | 大竹國中                   |
| 60e     | janvier 2006      | 北體                 | 六信商職 (zh)      | 八斗國中                   |
| 61e     | janvier 2007      | 北體國訓             | 建國中學 (en)      | 南門                       |
| 62e     | janvier 2008      | 六信校友             | 香山高中 (zh)      | 南門國中                   |
| 63e     | janvier 2009      | 國訓                 | 長榮中學 (zh)      | 八斗國中                   |
| 64e     | janvier 2010      | 國訓中心             | 建國中學 (en)      | 明志國中                   |
| 65e     | mars 2011         | 長榮國訓             | 建國中學 (en)      | 南門國中                   |
| 66e     | mars 2012         | 台北體院             | 長榮中學 (zh)      | 正德國中                   |
| 67e     | mars 2013         | 國訓隊               | 建國中學 (en)      | 正德國中                   |
| 68e     | mars 2014         | 國訓                 | 建國中學 (en)      | 正德國中                   |
| 69e     | mars 2015         | 國訓                 | 建國中學 (en)      | 南門                       |
| 70e     | mars 2016         | 國訓                 | 建國中學 (en)      | 三芝                       |
| 71e     | mars 2017         | 長榮                 | 建國中學 (en)      | 南門                       |
| 72e     | mars 2018         | 長榮                 | 竹圍中學 (en)      | 石門                       |
| 73e     | mars 2019         | 長大                 | 建國中學 (en)      | 南門                       |
| 74e     | juillet 2020      | pas de titre décerné | 建國中學 (en)      | 南門                       |
| 75e     | juillet 2021      | pas de titre décerné | 建國中學 (en)      | 南門                       |
| 76e     | mars 2022         | édition annulée      | édition annulée    | édition annulée            |